# Sveriges fotbollslandslag i VM 1938
Sveriges fotbollslandslag i VM 1938 i Frankrike bestod av en trupp enligt nedan. 

## Truppen
| Henock Abrahamsson | Gårda BK      | Målvakt      |
| Erik Almgren       | AIK           | Högerhalv    |
| Harry Andersson    | IK Sleipner   | Center       |
| Åke Andersson      | GAIS          | Högerinner   |
| Ivar Eriksson      | Sandvikens IF | Högerback    |
| Sven Jacobsson     | GAIS          | Centerhalv   |
| Sven Jonasson      | IF Elfsborg   | Vänsterinner |
| Tore Keller        | IK Sleipner   | Högerinner   |
| Olle Källgren      | Sandvikens IF | Vänsterback  |
| Arne Linderholm    | IK Sleipner   | Centerhalv   |
| Erik Nilsson       | Malmö FF      | Vänsterback  |
| Arne Nyberg        | IFK Göteborg  | Vänsterytter |
| Erik Persson       | AIK           | Högerytter   |
| Gustav Sjöberg     | AIK           | Målvakt      |
| Kurt Svanström     | Örgryte IS    | Vänsterhalv  |
| Gustav Wetterström | IK Sleipner   | Högerytter   |

Karl-Erik Grahn och Sven Unger var uttagna men blev skadade, medan Lennart Bunke tvingades lämna återbud. Curt Bergsten, Knut Hansson och Harry Nilsson registrerades till Fifa men stannade kvar i Sverige som reserver.